# Hindsiclava hertleini
Hindsiclava hertleini is een slakkensoort uit de familie van de Pseudomelatomidae. De wetenschappelijke naam van de soort is voor het eerst geldig gepubliceerd in 1969 door Emerson & Radwin.